# Isnelle Amelin
Isnelle Baret, conocida como Isnelle Amelin, fue una política francesa. Nació el 14 de septiembre de 1907 en Saint-Leu y murió el 4 de febrero de 1994 en Saint-Denis, la capital de la isla de Reunión, departamento de ultramar al suroeste del Océano Índico .

## Biografía

### Juventud
Isnelle nació en una modesta familia blanca. Su padre, Aimé Leopold Baret, era un oficial forestal y su madre, Eugénie Gaspard, no tiene un trabajo remunerado y se dedicaba a criar animales. Tenía seis hermanos  . Toda su familia murió de malaria y tuberculosis cuando ella tenía 25 años.
A los 33 se casó con Raoul Amelin, un inspector de policía y activista comunista. Participaron juntos en la lucha contra las jerarquías sociales de la colonia  .

### Carrera profesional
Habiendo obtenido formación elemental, fue empleada en la Banca de la Réunion en 1927. Posteriormente fue consejera municipal de Saint-Denis de 1945 a 1959 y luego consejera general de la Federación de la Reunión del Partido Comunista Francés.  Fue conocida sobre todo por su compromiso feminista a nivel regional. Ocupará, entre otros cargos el de presidenta del movimiento sindical de mujeres de Reunión.
Luego se comprometió, con el doctor Raymond Vergès, a salvar a menores y a los ancianos aislados, poniendo vacunas al alcance de todos para prevenir epidemias.

### Compromiso político y sindical
Isnelle Amelin se incorporó a la CGT desde 1944. Creó la Unión General de Empleados Bancarios y Comerciales de la que fue Secretaria General de 1945 a 1955  . En 1945, cofundó el Comité Republicano de Acción Democrática y Social (CRADS) que quería abolir el estatus colonial, y así participó en el movimiento de departamentalización  .
Estuvo involucrada en el movimiento de descolonización que tuvo lugar en Madagascar.
Queriendo evitar el fraude electoral mientras era delegada en un colegio electoral en la ciudad de Saint-Denis resultó gravemente herida por una milicia que deseaba robar las urnas. Después de este evento, y debido a su " actividades militantes consideradas subversivas ", se vio obligada a jubilarse anticipadamente  .

### Compromiso feminista
En compañía de otras militantes comunistas, en 1946 creó la Federación de Reunión de la Unión de Mujeres Francesas (UFF), la primera organización feminista en la historia de la isla en la que fue secretaria general. Militó por el fin de las regulaciones coloniales así como por la conquista de derechos sociales como las asignaciones familiares, la seguridad social, la prestación por desempleo o incluso la asistencia médica gratuita  .
Su lucha se concentró en particular en el apoyo de las trabajadoras (trabajadoras del hogar, lavanderas, etc.) cuyas luchas apoya y para las que instala guarderías.

## Legado
Se dio su nombre a un instituto de formación profesional en la ciudad de Sainte-Marie en 2005, así como a dos escuelas de párvulos en la comuna francesa de La Possession y Saint-Pierre (Ravine des Cabris).